# Парамонга

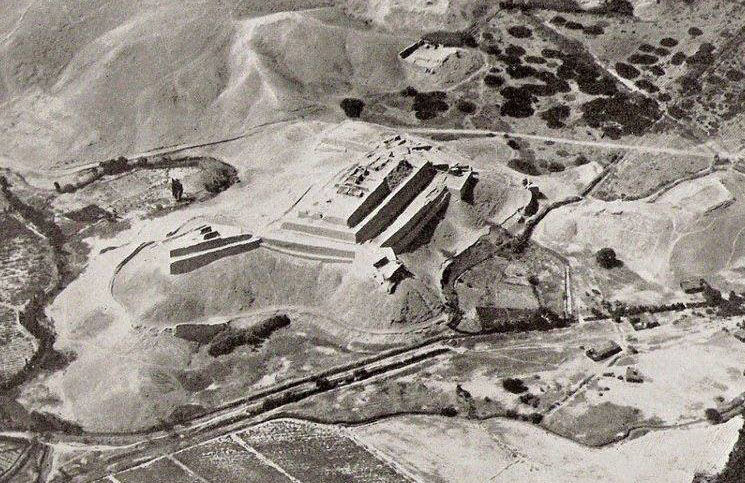
Парамонга, аэрофотоснимок Д. Р. Йонсона, между 1928 и 1930 гг.

Парамонга (Paramonga) — археологический памятник, руины города и замкового комплекса, принадлежавших государству Чимор (культура Чиму), расположен на берегу реки Форталеза, в 190 км от столицы Перу — города Лима.

Первое упоминание Парамонги в европейской литературе принадлежит конкистадору Мигелю де Эстете (Miguel de Estete) — «солдату-летописцу», соратнику Эрнандо Писарро. В поисках золота Атауальпы, Эстете в 1532 году проехал по Грязной дороге (Able Ñan) в сторону Кахамарки. Однажды ему довелось переночевать в большом городе, «именуемом Пармунга», где внимание испанца привлёк «Крепкий Замок». После Эстете Парамонгу посетил Сьеса де Леон, следовавший из Лимы в Трухильо. Он также оставил восторженное описание индейской твердыни: 
Великолепные залы, украшенные изображениями невероятных зверей и птиц... Всё окружено мощными стенами.. Ныне почти вся цитадель лежит в руинах...
К настоящему времени сохранились остатки трёхступенчатой пирамиды, воздвигнутой на вершине скалы, настенные росписи и резной декор. Вокруг храмовой пирамиды уцелели остатки культовых и бытовых сооружений.
Е. А. Тюрин считает, что Парамонга был важным городом-крепостью на южной границе цивилизации Чиму (XI—XV вв.). Крепость защищала южные границы государства Чимор. Расположенная на холме западного отрога Кордильер, между двумя реками с очень быстрым течением, со всех сторон окружённая могучими стенами — крепость была неприступной. В оборонительном валу имелись ворота, которые можно было быстро забаррикадировать. От них укреплённая дорога вела к следующей ступени крепости-пирамиды. Центр сооружения располагался на третьей ступени, также окружённой стеной. Вода в крепость подавалась по водопроводу. Существуют и другие интерпретации этого археологического памятника. Парамонга состоит из нескольких секторов, и лишь один из них занят ступенчатой пирамидой, окружённой бастионами. Поэтому толкования сайта как крепости или как храма не являются взаимоисключающими.